# Das erste Omen
Das erste Omen ist ein Horrorfilm von Arkasha Stevenson. Es handelt sich dabei um ein Prequel zu dem Film Das Omen von 1976. In der Hauptrolle ist Nell Tiger Free zu sehen. Der Film kam im April 2024 in die Kinos.

## Handlung
Die junge Amerikanerin Margaret Daino wird nach Rom entsandt, wo sie ihr Leben ganz in den Dienst der Kirche stellen will. Sie arbeitet dort im Vizzardelli-Waisenhaus, das von der Äbtissin Schwester Silvia geleitet wird. Aufgrund einiger Erlebnisse wird Margarets Glaube erschüttert. Durch Father Brennan entdeckt sie eine Verschwörung innerhalb der Kirche, die sich die Wiedergeburt des Bösen zum Ziel gesetzt hat und auf die Ankunft des Antichristen wartet.

## Entstehung
Bereits 2016 wurden Vorbereitungen des Prequels bekannt.

Regie führte Arkasha Stevenson, die gemeinsam mit Tim Smith und Keith Thomas auch das Drehbuch schrieb. Es handelt sich um Stevensons Regiedebüt bei einem Spielfilm.

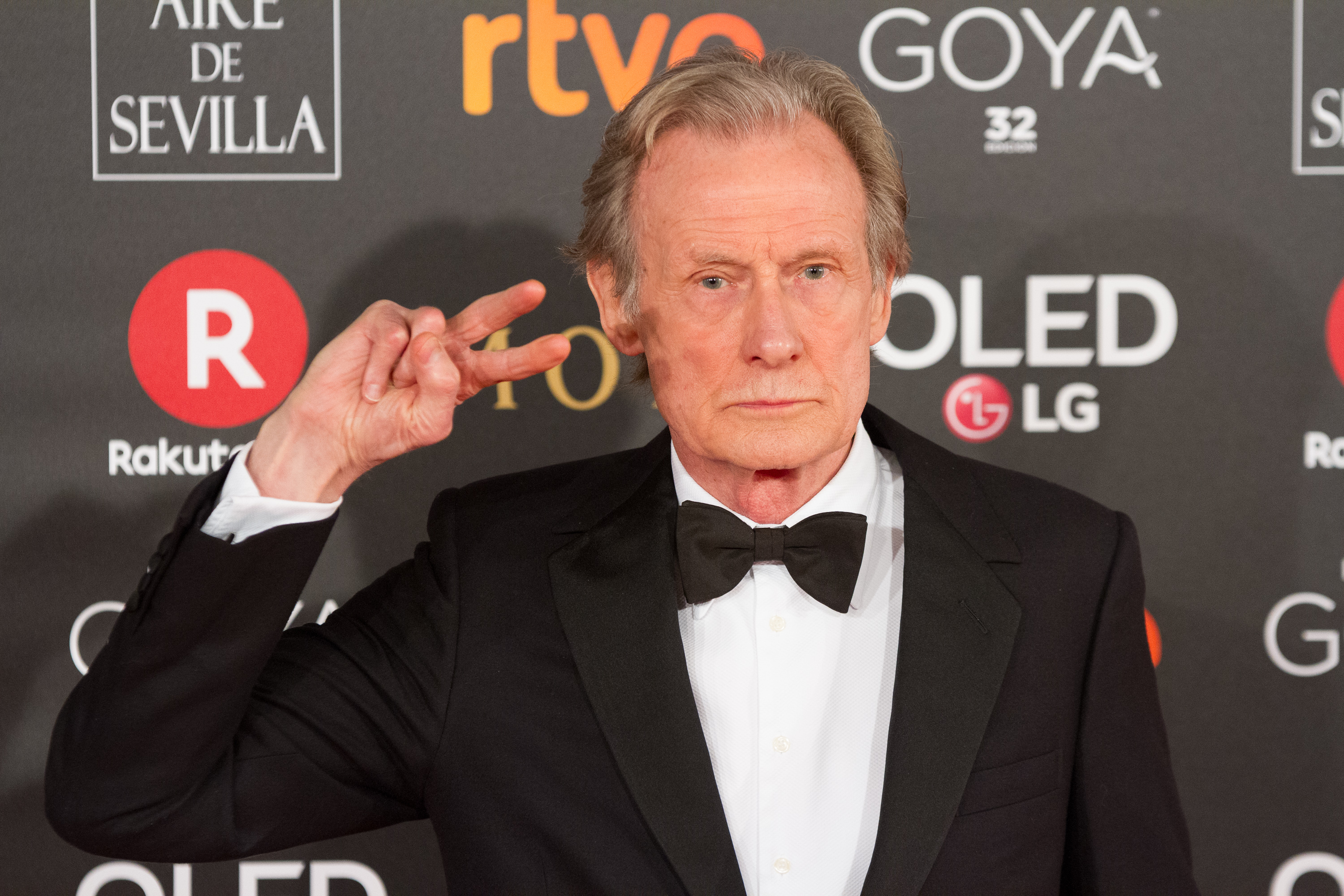
Bill Nighy spielt Kardinal Lawrence

Die weibliche Hauptrolle wurde mit Nell Tiger Free besetzt, die vor allem bekannt für die Rolle in den Fernsehserien Servant und Game of Thrones ist. Bill Nighy spielt Kardinal Lawrence. Sônia Braga ist in als Schwester Silvia des Waisenhauses zu sehen. Der palästinensisch-israelische Schauspieler Tawfeek Barhom spielt Father Gabriel. Nicole Sorace spielt Carlita Skianna, mit der sich Margaret anfreundet.
Die Dreharbeiten fanden im Rom und in der 77 km entfernten Stadt Viterbo statt. Kameramann Aaron Morton ist für seine Arbeit für Fernsehserien wie Spartacus und Orphan Black bekannt.
Die Filmmusik komponierte Mark Korven, der auch für Der Leuchtturm,The Witch und The Black Phone arbeitete. Das Soundtrack-Album wurde am 5. April 2024 von Hollywood Records als Download veröffentlicht. Für später ist eine Veröffentlichung auf Vinyl geplant.

### Synchronisation
Die deutsche Synchronisation entstand nach einem Dialogbuch und der Dialogregie von Sven Hasper im Auftrag der Iyuno Germany, Berlin.
| Darsteller           | Rolle             | Synchronsprecher  |
| -------------------- | ----------------- | ----------------- |
| Nell Tiger Free      | Margaret Daino    | Lea Kalbhenn      |
| Bill Nighy           | Kardinal Lawrence | Lutz Riedel       |
| Ralph Ineson         | Pater Brennan     | Oliver Stritzel   |
| Sônia Braga          | Schwester Silvia  | Liane Rudolph     |
| Andrea Arcangeli     | Paolo             | David Brizzi      |
| Anton Alexander      | Pater Spiletto    | Erich Räuker      |
| Tawfeek Barhom       | Gabriel           | Kim Hasper        |
| Ishtar Currie-Wilson | Anjelica          | Josephine Martz   |
| Maria Caballero      | Luz               | Amelie Plaas-Link |
| Charles Dance        | Pater Harris      | Thomas Kästner    |

## Veröffentlichung
Der erste Trailer wurde Anfang Januar 2024 vorgestellt, ein zweiter Mitte März 2024.
Die Premiere des Films erfolgte am 26. März 2024 im Regency Village Theatre in Los Angeles. Am 5. April 2024 kam der Film in die US-amerikanischen Kinos. Der Kinostart in Deutschland erfolgte am 11. April 2024.
In den USA erhielt der Film von der MPAA ein R-Rating, was einer Freigabe ab 17 Jahren entspricht. In Deutschland wurde der Film von der FSK ab 16 Jahren freigegeben. In der Freigabebegründung heißt es, die Geschichte sei in düsteren Bildern, mit zahlreichen typischen Genreelementen und anhaltender Spannung erzählt, und sie weise einige teils sehr drastische Gewalt- und Schockmomente auf, bei denen Realität und Visionen nicht immer leicht auseinanderzuhalten sind.
Die weltweiten Einnahmen aus Kinovorführungen belaufen sich auf 54 Millionen US-Dollar. In Deutschland verzeichnet der Film ca. 100.200 Kinobesucher.

## Kritiken
Von den bei Rotten Tomatoes aufgeführten Kritiken sind 83 Prozent positiv bei einer durchschnittlichen Bewertung mit 7 von 10 möglichen Punkten. Bei Metacritic erhielt der Film einen Metascore von 65 von 100 möglichen Punkten.

## Auszeichnungen
Saturn Awards 2025
- Nominierung als Bester Horrorfilm[20]